# Вибори до Хмельницької обласної ради 2015
Вибори до Хмельницької обласної ради 2015 — вибори депутатів Хмельницької обласної ради, які відбулися 25 жовтня 2015 року в рамках проведення місцевих виборів у всій країні.
Вибори відбулися за пропорційною системою, в якій кандидати закріплені за 84 виборчими округами. Для проходження до ради партія повинна була набрати не менше 5% голосів.

## Кандидати
Номери партій у бюлетені подані за результатами жеребкування:
| Номер у бюлетені | Назва                                 | Кількість кандидатів | Перший номер                      |
| ---------------- | ------------------------------------- | -------------------- | --------------------------------- |
| 1                | «Наш край»                            | 43                   | Осадчий Василь Петрович           |
| 2                | «Соціалісти»                          | 39                   | Манаков Олександр Васильович      |
| 3                | «Нова держава»                        | 8                    | Гончаренко Сергій Васильович      |
| 4                | УКРОП                                 | 84                   | Чогадзе Ресан Юсуфович            |
| 5                | «Опозиційний блок»                    | 19                   | Люшенко Ігор Васильович           |
| 6                | Аграрна партія України                | 80                   | Іващук Сергій Петрович            |
| 7                | «За конкретні справи»                 | 84                   | Герега Олександр Володимирович    |
| 8                | Радикальна партія Олега Ляшка         | 39                   | Зеленко Тетяна Іванівна           |
| 9                | «Відродження»                         | 85                   | Приступа Микола Іванович          |
| 10               | «Блок Петра Порошенка „Солідарність“» | 84                   | Загородний Михайло Васильович     |
| 11               | ВО «Батьківщина»                      | 84                   | Лесков Валерій Олександрович      |
| 12               | «Громадський рух „Народний контроль“» | 41                   | Корнійчук Олександр Олександрович |
| 13               | ВО «Свобода»                          | 85                   | Гончар Іван Ярославович           |
| 14               | «Об'єднання „Самопоміч“»              | 55                   | Драган Олександр Васильович       |

## Результати
| Місце | Партія                                | % голосів | Кількість голосів | Зміна % 2015 до 2010 | Усього місць |
| ----- | ------------------------------------- | --------- | ----------------- | -------------------- | ------------ |
| 1     | «За конкретні справи»                 | 18,35%    | 91 874            | —                    | 19           |
| 2     | «Блок Петра Порошенка „Солідарність“» | 17,31%    | 86 669            | —                    | 17           |
| 3     | Аграрна партія України                | 11,02%    | 55 163            | —                    | 11           |
| 4     | ВО «Батьківщина»                      | 10,97%    | 54 943            | ▼ -8,93%             | 11           |
| 5     | ВО «Свобода»                          | 10,18%    | 50 961            | ▲ +5,78%             | 10           |
| 6     | Радикальна партія Олега Ляшка         | 7,78%     | 38 933            | —                    | 8            |
| 7     | «Об'єднання „Самопоміч“»              | 7,6%      | 38 071            | —                    | 8            |
| 8     | УКРОП                                 | 4,45%     | 22 284            | —                    | —            |
| 9     | «Відродження»                         | 3,88%     | 19 416            | —                    | —            |
| 10    | «Опозиційний блок»                    | 2,54%     | 12 709            | ▼ -19,46%            | —            |
| 11    | «Громадський рух „Народний контроль“» | 2,52%     | 12 602            | —                    | —            |
| 12    | «Наш край»                            | 1,73%     | 8647              | —                    | —            |
| 13    | «Соціалісти»                          | 0,9%      | 4482              | —                    | —            |
| 14    | «Нова держава»                        | 0,77%     | 3871              | —                    | —            |
|       | Усього голосів за партії              | 100%      | 500 625           |                      | 84           |
|       | Недійсні                              | 4,24%     | 22 151            |                      |              |
|       | Усього (явка 51,07%)                  | —         | 522 800           |                      |              |